# میخائیل شولوخف
میخائیل آلکساندروویچ شولوخف (به روسی: Михаи́л Алекса́ндрович Шо́лохов) ‏ (۲۴ مه ۱۹۰۵ – ۲۱ فوریه ۱۹۸۴) نویسنده روس اهل اتحاد جماهیر شوروی و برنده جایزه ادبی نوبل بود.

## زندگی
میخائیل شولوخوف به سال ۱۹۰۵ در روستای کروجلنین در نزدیکی وشنسکایا در حومه جنوبی رود دن متولد شد. پدرش روستایی ساده‌ای از نژاد روس و مادرش از اهالی اوکراین بود.
در سال ۱۹۱۸ به سبب درگرفتن جنگ داخلی در ناحیه دن ناچار درسش را ناتمام گذارد و به ارتش سرخ پیوست تا در نبردهایی در برابر آخرین بازماندگان از هواخواهان ارتش سفید شرکت جوید. تأثیر این تجربه در آثار وی به‌طرز محسوسی آشکار است. وی نویسنده‌ای واقع‌باور بود و در داستان‌هایش به مردم و انقلاب اکتبر پرداخته‌است.
رمان حماسی «دن آرام» از مهم‌ترین آثار وی به‌شمار می‌رود که در چهار جلد از سال ۱۹۲۸ تا ۱۹۴۰ به نویسندگی آن مشغول بود. از معروف‌ترین داستان‌های کوتاه او داستان خال است که در دهه چهل شمسی در کتاب هفته ترجمه و چاپ شد. از دیگر آثار وی «آنها برای سرزمین پدریشان جنگیدند» و «زمین نوآباد» می‌باشد.
شولوخف در سال ۱۹۴۱ برنده جایزه استالین و در سال ۱۹۶۰ برنده جایزه لنین در شوروی شد و در سال ۱۹۶۵ جایزه نوبل ادبیات به وی اهدا شد.
آثار جمع‌آوری شده شولوخوف در هشت جلد بین سالهای ۱۹۵۶ و ۱۹۶۰ منتشر شد.

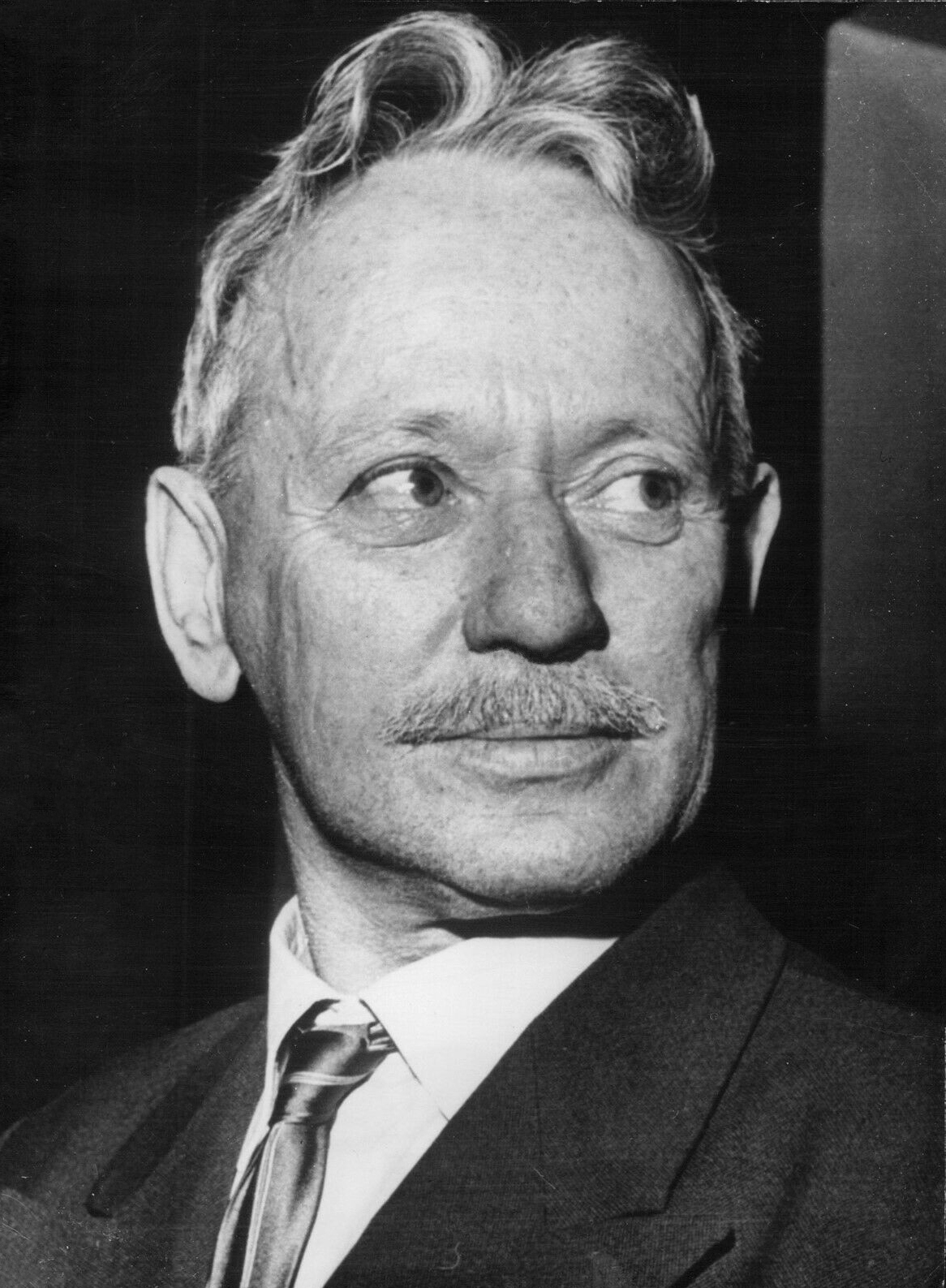
شولوخف در سال ۱۹۶۰

## میراث
- یک سیارک در کمربند اصلی به نام او، فهرست سیارک‌ها (۲۰۰۱–۳۰۰۱) (۲۴۴۸ شولوخوف) نامگذاری شده‌است.
- دانشگاه دولتی شولوخوف مسکو برای علوم انسانی نام او را دارد.
- خانه او در ویوشنسکایا ستانیتسا به موزه ملی شولوخوف تبدیل شد.[۱]
- تعدادی بنای تاریخی در مسکو و روستوف-نا-دونو وجود دارد.[۲][۳][۴]
- گریگوری و آکسینیا و گریگوری و آکسینیا در قایق مجسمه‌های ویوشنسکایا استانیتسا و روستوف-آن-دون، با احترام.
- مدرسه کادت‌های ریاست جمهوری گارد ملی مسکو به نام او نامگذاری شده‌است.

## نگارخانه

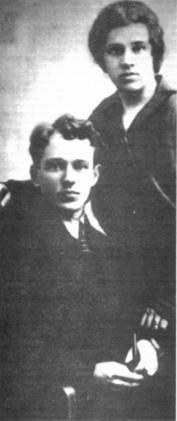
شولوخف و همسرش
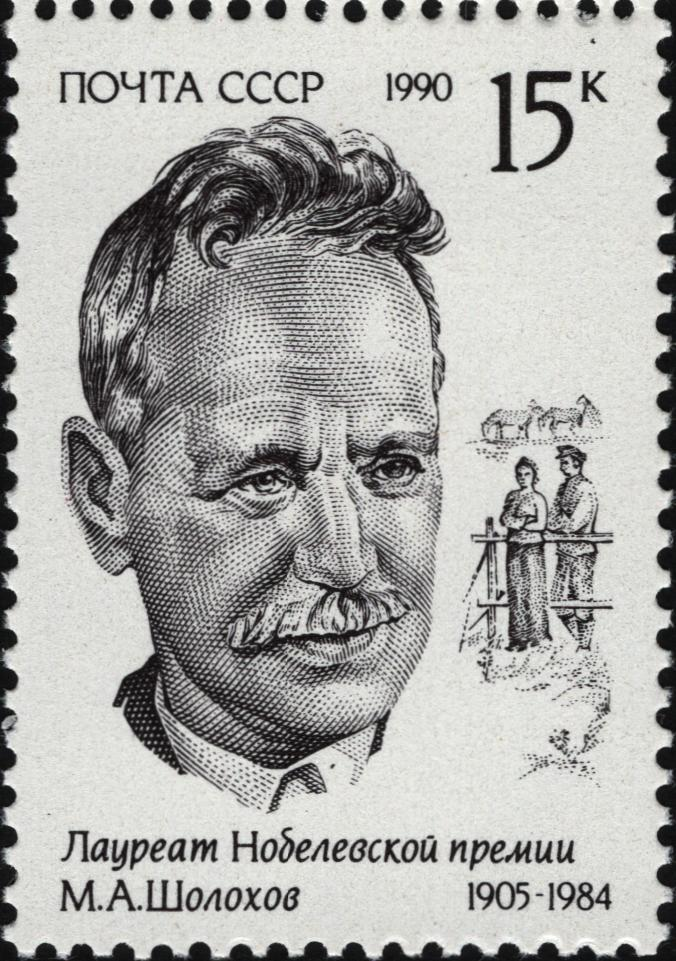
تمبر یادبود میخائیل شولوخوف، اتحاد جماهیر شوروی